# Piazza Blues Festival
Das Piazza Blues Festival ist ein alljährlich im Juli stattfindendes Musikfestival in der Schweizer Stadt Bellinzona im Kanton Tessin.
Die dreitägige Freiluftkonzert-Veranstaltung widmet sich ausschliesslich dem Blues und umfasst verschiedene Konzerte mit unter anderem namhaften internationalen Musikern. Piazza Blues fand erstmals 1989 auf Initiative von Bluesliebhabern statt und entwickelte sich zu einem bedeutenden europäischen Blues-Festival. Die Veranstaltung zählt jährlich rund 30'000 Besucher. 2010 wurde das Festival mit dem Keeping the Blues Alive Award der Blues Foundation (Kategorie:International) ausgezeichnet. 
Im Verlaufe der Jahre traten am Piazza Blues Festival die meisten der bekanntesten Bluesmusiker auf, unter anderem Luther Allison, Chuck Berry, Joe Bonamassa, R. L. Burnside, Popa Chubby, Guy Davis, Bo Diddley, David Honeyboy Edwards, Marla Glen, Corey Harris, B. B. King, Bettye LaVette, Little Willie Littlefield, Robert Lockwood junior, Little Milton, Gary Moore, Sam Myers, Lucky Peterson, Louisiana Red, Otis Rush, Ike Turner, Willy DeVille, Joe Louis Walker, Geno Washington, Buddy Guy, Robert Cray und Jimmie Vaughan.